# Campeonato Sudamericano de Voleibol Masculino Sub-21 de 2014
El XXII Campeonato Sudamericano de Voleibol Masculino Sub-21 será un torneo de selecciones que se llevará a cabo en Saquarema, Brasil del 27 al 31 de agosto de 2014. El torneo es organizado por la Confederación Sudamericana de Voleibol (CSV) y otorga dos cupos para el Campeonato Mundial de Voleibol Masculino Sub-21 de 2015 a realizarse en México.

## Equipos participantes
- Argentina
- Brasil (local)
- Chile
- Colombia
- Ecuador
- Paraguay
- Perú
- Uruguay

## Primera fase

### Grupo A

#### Resultados
| Fecha    | Encuentro            | Resultado | Set   | Set   | Set   | Set   | Set | Puntuación total |
| Fecha    | Encuentro            | Resultado | 1     | 2     | 3     | 4     | 5   | Puntuación total |
| -------- | -------------------- | --------- | ----- | ----- | ----- | ----- | --- | ---------------- |
| 27-08-14 | Chile - Uruguay      | 3-0       | 25:14 | 25:18 | 25:16 | :     | :   | 75-48            |
| 27-08-14 | Argentina - Paraguay | 3-0       | 25:9  | 25:7  | 25:11 |       |     | 75-27            |
| 28-08-14 | Chile - Paraguay     | 3-0       | 25:14 | 25:12 | 25:12 |       |     | 75-38            |
| 28-08-14 | Argentina - Uruguay  | 3-0       | 25:12 | 25:7  | 25:8  |       |     | 75-27            |
| 29-08-14 | Paraguay - Uruguay   | 3-0       | 25:18 | 25:20 | 25:19 |       |     | 75-57            |
| 29-08-14 | Argentina - Chile    | 3-1       | 27:25 | 26:28 | 25:15 | 25:19 |     | 103-87           |

### Clasificación
| Pos | Equipo    | PJ | PG | PP | SG | SP | PTS |
| --- | --------- | -- | -- | -- | -- | -- | --- |
| 1   | Argentina | 3  | 3  | 0  | 9  | 1  | 9   |
| 2   | Chile     | 3  | 2  | 1  | 7  | 3  | 6   |
| 3   | Paraguay  | 3  | 1  | 2  | 3  | 6  | 3   |
| 4   | Uruguay   | 3  | 0  | 3  | 0  | 9  | 0   |

### Grupo B

#### Resultados
| Fecha    | Encuentro          | Resultado | Set   | Set   | Set   | Set     | Set | Puntuación total |
| Fecha    | Encuentro          | Resultado | 1     | 2     | 3     | 4       | 5   | Puntuación total |
| -------- | ------------------ | --------- | ----- | ----- | ----- | ------- | --- | ---------------- |
| 27-08-14 | Colombia - Perú    | 3-1       | 25:14 | 25:22 | 23:25 | 27-25 : | :   | 75-52            |
| 27-08-14 | Brasil - Ecuador   | 3-0       | 25:19 | 25:11 | 25:14 |         |     | 75-44            |
| 28-08-14 | Perú - Ecuador     | 3-1       | 16:25 | 27:25 | 28:26 | 27-25   |     | 83-101           |
| 28-08-14 | Colombia - Brasil  | 0-3       | 13:25 | 17:25 | 16:25 |         |     | 46-75            |
| 28-08-14 | Ecuador - Colombia | 0-3       | 18:25 | 23:25 | 21:25 |         |     | 62-75            |
| 28-08-14 | Brasil - Perú      | 3-1       | 25:13 | 25:20 | 22:25 | 25:23   |     | 75-48            |

### Clasificación
| Pos | Equipo   | PJ | PG | PP | SG | SP | PTS |
| --- | -------- | -- | -- | -- | -- | -- | --- |
| 1   | Brasil   | 3  | 3  | 0  | 9  | 0  | 9   |
| 2   | Colombia | 3  | 2  | 1  | 6  | 3  | 6   |
| 3   | Ecuador  | 3  | 1  | 2  | 3  | 7  | 3   |
| 4   | Perú     | 3  | 0  | 3  | 1  | 9  | 0   |

### Clasificación 5° al 8° puesto
|  | Semifinales | Semifinales |   |         | Final     | Final |  |
|  |             |             |   |         |           |       |  |
|  |             |             |   |         |           |       |  |
|  |             |             |   |         |           |       |  |
|  | Ecuador     | 3           |   |         |           |       |  |
|  | Uruguay     | 1           |   |         |           |       |  |
|  |             |             |   |         |           |       |  |
|  |             |             |   |         |           |       |  |
|  |             |             |   |         | Ecuador   | 3     |  |
|  |             | Perú        | 0 |         |           |       |  |
|  |             |             |   |         |           |       |  |
|  |             |             |   |         |           |       |  |
|  |             |             |   |         | 3º puesto |       |  |
|  |             |             |   |         |           |       |  |
|  | Perú        | 3           |   | Uruguay | 2         |       |  |
|  | Paraguay    | 2           |   |         | Paraguay  | 3     |  |

### Resultados
| Fase           | Fecha    | Encuentro          | Resultado | Set   | Set   | Set   | Set   | Set   | Puntuación total |
| Fase           | Fecha    | Encuentro          | Resultado | 1     | 2     | 3     | 4     | 5     | Puntuación total |
| -------------- | -------- | ------------------ | --------- | ----- | ----- | ----- | ----- | ----- | ---------------- |
| 5° al 8° lugar | 30-08-14 | Ecuador- Uruguay   | 3 - 1     | 25:15 | 22:25 | 25:23 | 25:22 |       | 97 - 85          |
| 5° al 8° lugar | 30-08-14 | Perú - Paraguay    | 3 - 2     | 25:16 | 25:21 | 23:25 | 23:25 |       | 112 - 101        |
| 7° lugar       | 31-08-14 | Paraguay - Uruguay | 3 - 2     | 25:21 | 20:25 | 25:21 | 21:25 | 15:09 | 101 - 106        |
| 5° lugar       | 31-08-14 | Ecuador - Perú     | 3 - 0     | 25:20 | 25:22 | 25:23 |       |       | 75 - 65          |

## Fase final

### Final 1° y 3° puesto
|  | Semifinales | Semifinales |   |       | Final     | Final |  |
|  |             |             |   |       |           |       |  |
|  |             |             |   |       |           |       |  |
|  |             |             |   |       |           |       |  |
|  | Brasil      | 3           |   |       |           |       |  |
|  | Chile       | 0           |   |       |           |       |  |
|  |             |             |   |       |           |       |  |
|  |             |             |   |       |           |       |  |
|  |             |             |   |       | Brasil    | 3     |  |
|  |             | Argentina   | 0 |       |           |       |  |
|  |             |             |   |       |           |       |  |
|  |             |             |   |       |           |       |  |
|  |             |             |   |       | 3º puesto |       |  |
|  |             |             |   |       |           |       |  |
|  | Argentina   | 3           |   | Chile | 3         |       |  |
|  | Colombia    | 0           |   |       | Colombia  | 1     |  |

### Resultados
| Fase      | Fecha    | Encuentro            | Resultado | Set   | Set   | Set   | Set   | Set | Puntuación total |
| Fase      | Fecha    | Encuentro            | Resultado | 1     | 2     | 3     | 4     | 5   | Puntuación total |
| --------- | -------- | -------------------- | --------- | ----- | ----- | ----- | ----- | --- | ---------------- |
| Semifinal | 30-09-14 | Brasil- Chile        | 3-0       | 25:18 | 25:13 | 25:10 |       |     | 75-41            |
| Semifinal | 30-09-14 | Argentina - Colombia | 3-0       | 25:23 | 25:15 | 25:21 |       |     | 75-59            |
| 3° lugar  | 31-09-14 | Chile - Colombia     | 3-1       | 18:25 | 25:19 | 25:23 | 28:26 |     | 96-93            |
| Final     | 31-09-14 | Brasil - Argentina   | 3-0       | 25:21 | 25:16 | 25:22 |       |     | 75-59            |

## Campeón
| Brasil            |
| Campeón           |
| Brasil 18° título |

## Posiciones finales
| Pos | Equipo    |
| --- | --------- |
|     | Brasil    |
|     | Argentina |
|     | Chile     |
| 4   | Colombia  |
| 5   | Ecuador   |
| 6   | Perú      |
| 7   | Paraguay  |
| 8   | Uruguay   |

## Clasificados alCampeonato Mundial de Voleibol Masculino Sub-21 de 2015
| Bandera de Brasil | Bandera de Argentina |
| Brasil            | Argentina            |